# LG G2

## LG G2
LG G2 è uno smartphone di LG, lanciato sul mercato nel 2013. LG G2 è stato un vero successo di vendite, battendo il record assoluto della divisione mobile coreana. Dal punto di vista estetico rivoluziona alcuni aspetti. Infatti cambia i tasti del volume nella posizione, spostandoli sulla scocca posteriore, con il tasto di accensione/spegnimento al centro. Una soluzione davvero molto comoda, soprattutto quando si guardano video e lo smartphone è messo in orizzontale. LG G2 è uno smartphone dalle dimensioni davvero generose, molto maneggevole con una sola mano, grazie a un display da 5.2 pollici ma molto ottimizzato sulle cornici. La risoluzione del display ammonta a Full HD, ovvero 1080x1920 pixel. La tecnologia usata nel display è IPS LCD ed è molto luminoso, arrivando a circa 550 nits di picco massimo. Nonostante avesse una custodia apribile come cover, la batteria non è rimovibile, e neanche si può espandere la memoria con una scheda SD. Questo significa che aprirlo serviva solo ed esclusivamente per la Sim. Passando al reparto hardware, all'epoca il G2 è stato uno smartphone all'avanguardia, con il processore Snapdragon 800, quad core che lavora ad una frequenza massima di 2.3 GHZ, affiancata da 2 GB di Ram. Tutto dipendeva dalla versione, perché di LG G2 c'erano 2 versioni: Una da 16 GB di memoria interna e 2 GB di Ram, mentre l'altra da 32 GB di memoria interna e sempre 2 GB di Ram. In linea di massima però non cambiava assolutamente nulla in prestazione. Era un telefono molto prestante che faceva bene il suo lavoro anche se qualche sporadico rallentamento si verificava. La fotocamera era diciamo all'avanguardia, ma ci si aspettava di più, perché competitor come Iphone 5 o Galaxy S4 facevano meglio. Comunque la fotocamera posteriore da 13 Megapixel scatta ottime foto, soprattutto in presenza di luce. Al calare della notte, l'insieme di risoluzione e apertura focale, si faceva vedere, con foto davvero buie e molto sgranate al minimo zoom. La fotocamera anteriore era da 2.1 MP e scattava foto discrete in diurna, ma con un evidente sgranamento al minimo zoom, e di notte veramente indecente. Altre 2 grosse pecche di LG G2 sono l'audio e la ricezione telefonica. L'audio, come qualità era discreto, ma il volume massimo davvero troppo basso, oltre ad avere più alti che bassi. L'audio in capsula di chiamata invece è buono, anche se basso, e in vivavoce si sente sgranato al minimo alzarsi del volume. La batteria da 3000 mah infatti regge benissimo un display non grande e non esageratamente risoluto, abbinato a un processore non troppo potente. Il sistema operativo con cui è nato LG G2 è Android 4.4 Kit Kat. Ha ricevuto poi a inizio 2015 Lollipop 5.0 e dopodiché è stato abbandonato totalmente nel 2017, dopo numerosi aggiornamenti software per la sicurezza.